# Částkov (district de Tachov)
Pour les articles homonymes, voir Částkov.
Částkov (en allemand : Schossenreith) est une commune du district de Tachov, dans la région de Plzeň, en République tchèque. Sa population s'élevait à 333 habitants en 2022.

## Géographie
Částkov se trouve à 6 km au sud-est de Tachov, à 51 km à l'ouest de Plzeň et à 132 km à l'ouest-sud-ouest de Prague.
La commune est limitée par Dlouhý Újezd et Tachov au nord, par Tisová à l'est, par Staré Sedliště à l'est et au sud, et par Hošťka à l'ouest.

## Histoire
La première mention écrite du village date de 1272.

## Administration
La commune se compose de trois sections :
- Částkov
- Maršovy Chody
- Pernolec

## Galerie

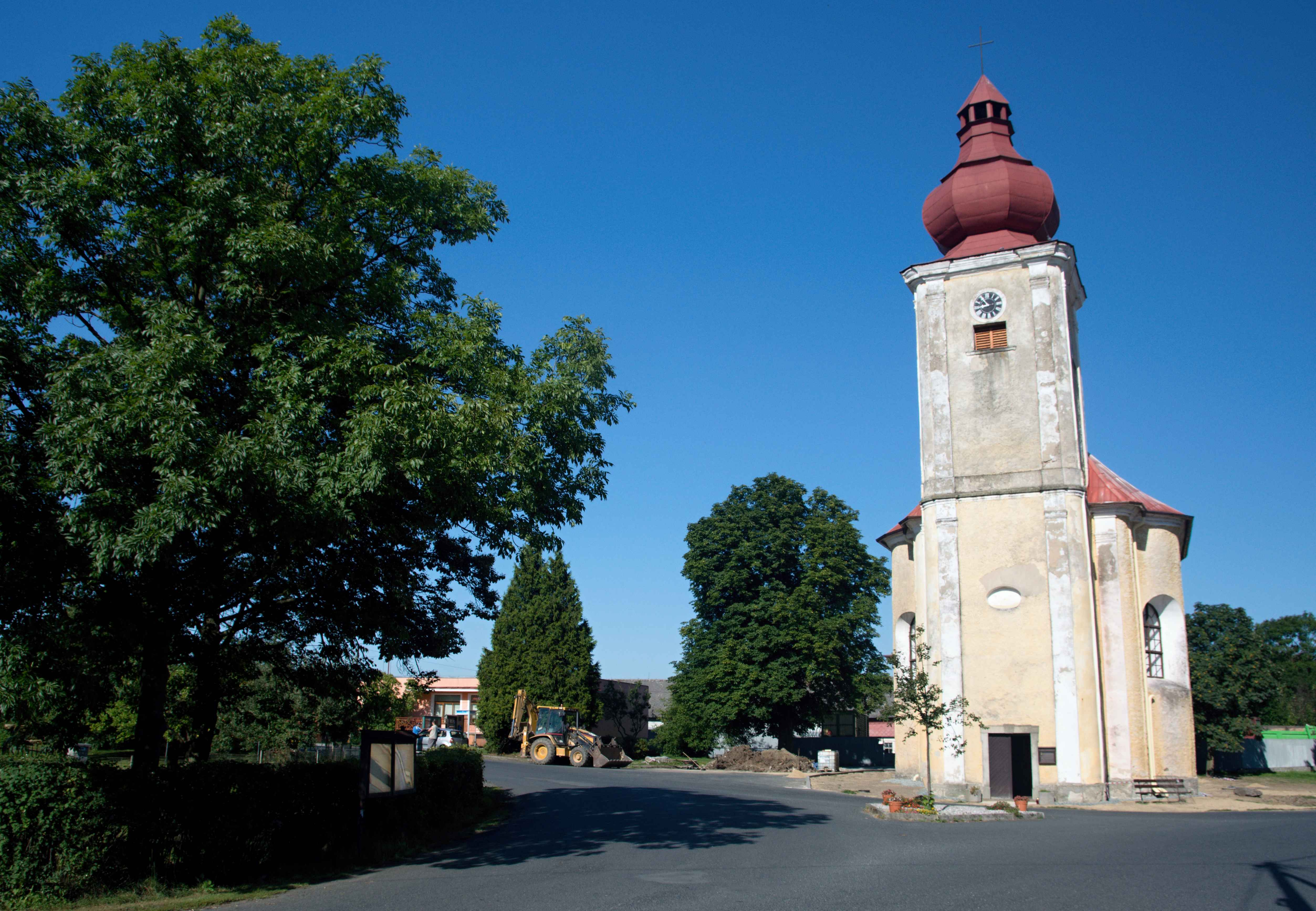
Église Saint-Anne à Částkov.
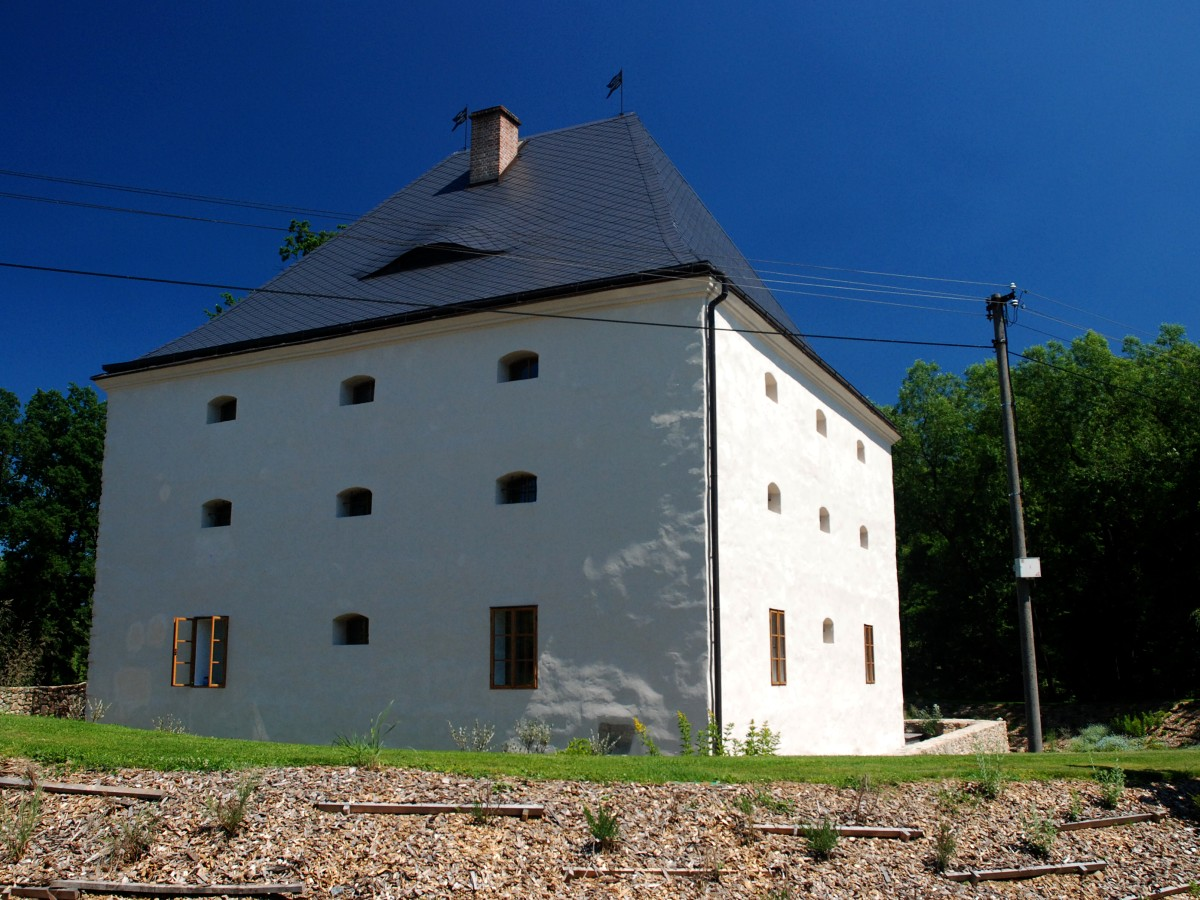
Ancien grenier à Pernolec.

## Transports
Par la route, Částkov se trouve à 6 km du centre de Tachov, à 64 km de Plzeň  et à 159 km de Prague. 